# Фијат G.8
Фиат G.8 је био једномоторни двокрилац са отвореним кокпитом намењен основној обуци пилота. Пројектовао га је Фиат а производила CMASA тридесетих година двадесетог века. Поред овог назива авион се може наћи у литератури под називом Фиат ЦМАСА Г.8 или само ЦМАСА Г.8.

## Пројектовање и развој
Почетком тридесетих година Министарство аеронаутике издало је распис за набавку двокрилца за основну обуку у летачким школама  Regia Aeronautica (Ратно ваздухопловство). Фирма Фиат Авиазионе је поверила тај пројекат свом ижењеру  Ђузепеу Габријелију (Giuseppe Gabrielli), коме је то једини двокрилац кога је пројектовао у каријери. Авион је добио назив G.8.
Израда прототипа поверена је Фиатовој подружници  Costruzioni Meccaniche Aeronautiche Società Anonima (CMASA) у тосканским фабрикама у Марини ди Пизи. Први модел који је компанија направила, серијски број ММ.211, први пут је полетео 24. фебруара 1934. године. Након охрабрујућих летних тестова, представљен је Експерименталном центру Гуидониа који је одобрио његову серијску производњу. Региа Аеронаутица је наручила 60 авиона, који су испорућени у две партије прва 50 комада у 1935. а друга 10 у 1936. години.

## Технички опис
Труп авиона је округлог попречног пресека. Носећа конструкција је просторна решеткаста конструкција направљена од заварених танкозидих челичних цеви, На ту конструкцију су причвршћени рамови повезани уздужним спојницама које формирају спољни облик трупа, и носе облогу трупа. Предњи део авиона где је смештем мотор је обложен алуминијумским лимом све до нападне ивице доњег крила а остали део трупа је обложен импрегнираним обојеним платном. У трупу са налазе два кокпита смешених један иза другог (тандем распоред). У предњем се налази пилот а у другом кокпиту седи инструктор или путник. Оба кокпита су опремљена командним уређајима и инструментима као о ветробранским стаклом. На труп су са горње стране причвршћена крила а са доње сртране стајни трап. У простору између мотора и прве кабине смештени су резервоари за гориво и уље.
Авион Фиат G.8 је опремљен радијалним мотором, 7-мо цилиндричним са једноструком звездом и ваздушним хлађењем  Фиат А.54 снаге 140 KS (103 kW ), при 1.900 о/мин. На вратилу мотора је насађена метална двокрака елиса фиксног корака и пречника 2,2m. Око цилиндара се налазио лимени прстен (Товнедов прстен) који је усмеравао ваздушну струју на цилиндре мотора и тиме их успешније хлади. За цивилне купце уграђиван је мотор Фиат А.70 снаге 200 KS (147 kW ), при 1.900 о/мин. Ауспух је спроведен ислод трупа тако да издувни гасови мотора не трују посаду.
Авион Фиат G.8 је двокрилац, сескиплан архитектуре. Горње крило му је једноделно и веће је од доњег. Крила су правоугаоног облика, са полукружним завршетком и мале дебљине. Конструкција крила је метална са две рамењаче. и пресвучена су импрегнираним платном. Крила су међусобно повезана упорницама у облику решеткасте конструкције (Воренова решетка). Елерони се налазе само на горњем крилу. Конструкција им је дрвена, облога је од платна. Управљање елеронима је помоћу сајли за управљање. Доње крило је исте конструкције као и горње и има позитиван диедар. Горње крило је било померено ка кљуну авиона у односу на доње и на месту изнад пилота је полукружно засечено како би пилот имао бољу прегледност.
Репне површине код овог авиона су класичне, састоје се од вертикалног и хоризонталних стабилизатора на које су прикључени кормило правца и кормила дубине. Сви ови елементи су направљени као и крило. Носећа конструкција је од дуралумина а облога од импрегнираног ватроотпорног платна. Принципи везивања и технологија су исти као код крила. Хоризонтални стабилизатори су помоћу косих упорница са доње стране причвршћене за дно трупа.
Стајни трап је фиксан неувлачећи. Састоји се од два предња независна точка (са гумама за напумпавањем) причвршћена за труп авиона у пределу испред доњег крила. Испод репа се налази еластичнa дрљача која има уљно-пнеуматски амортизер и стопу у облику кашике што омогућава да клизи по тлу а не да га парањем девастира. Полуосовине које носе точкове су направљене од челика високе чврстоће и обликоване су тако да обезбеђују максималну крутост уз минималну тежину. Налазе се на крајевима виљушки које су зглобно повезане са трупом у равни симетрије. Друга веза полуосовине са трупом је преко вертикалног подупирача у кога је уграђен уљно-пнеуматски амортизер. Сврха овог амортизера је да ублжи ударна оптерећења која се јављају при слетању авиона или приликом вожње по неравном тлу.
Авион није био наоружан ни офанзивним ни дефанзивним оружјем.

## Верзије
Постоје две верзије овог авиона. Разлика између њих је само у моторима: прва верзија је опремљена мотором Фиат А.54 а друга Фиат А.70.

## Оперативно коришћење
Од увођења у употребу 1934. године авион Фиат G.8 је коришћен за намену за коју је и пројектован био је авион за основну обуку пилота у школама летења Ратног ваздухопловства Италије. Авион се показао добро, имао је изванредне летне карактеристике па су га војни пилоти користили за учествовање на разним такмичењима спортско-туристичких авиона по Италији. Авион је постао популаран па је отпочета производња за цивилна лица са појачаним мотором Фиат А.70.
Неколико авиона G.8 је било у састави италијанског корпуса који је учествовао у Шпанском грађанском рату. После повлачења Италијана из Шпаније ти авиони су остали у шпанском ваздухопловству и трајали до 1942. године када су повучени из употребе.
Авиони у војној служби су били од средине тридесетих, па су се постепено замењивали модернијим авионима током Другог светског рата. Током сукоба коришћен је и као авион за везу.
Након капитулације Италије преостали авиони  G.8 су подељени, они који су се затекли на југу полуострва припали су ваздухопловству које је било под контролом савезника анти-хитлерове каоалиције а затечени на северу су заробили Немци и они их користили.
Авиони који су преживели рат коришћени су до 1950. године.

## Земље које су користиле авион
- Италија
- Трећи рајх
- Шпанија